# Mark van Veen
Mark van Veen (Nieuwegein, 25 november 1986) is een Nederlandse zanger. Naast in diverse bands te hebben gespeeld, begon hij in 2008 aan zijn solocarrière als zanger.

## Carrière
In 2012 bracht Van Veen zijn eerste theatershow in Culemborg. Hij heeft diverse malen in Duitsland opgetreden tijdens de zomerfeesten. Zijn eerste grote optreden was in 2009, op het festival Multipop in Ermelo. Sinds dat jaar is hij ook jaarlijks te vinden in Volendam tijdens het Kermis Hitfestival. In mei 2019 wordt Mark toegevoegd aan de vaste line-up van het Mega Piraten Festijn.
Zijn singles worden geproduceerd en geschreven door Edwin van Hoevelaak. 

## Discografie

### Singles
| Single                        | Jaar van verschijnen | Opmerkingen                                              |
| ----------------------------- | -------------------- | -------------------------------------------------------- |
| Laat Maar Lekker Waaien       | 2018                 | tekst/muziek: B. Koning                                  |
| De Wereld Is Van Ons Allemaal | 2023                 | tekst/muziek: A.G. Hazes / J.L.M.M. vd Ven / H. Verburgt |
| Ik Ben De Tel Kwijt           | 2024                 | tekst/muziek: E. van Hoevelaak / D. Triëst               |
| Vriendschap                   | 2025                 | tekst/muziek: J. Englebert                               |
| Dan Kom Ik Je Tegen           | 2025                 | tekst/muziek: E. van Hoevelaak / B. Koning / D. Triëst   |